# Textiles Sonnensegel

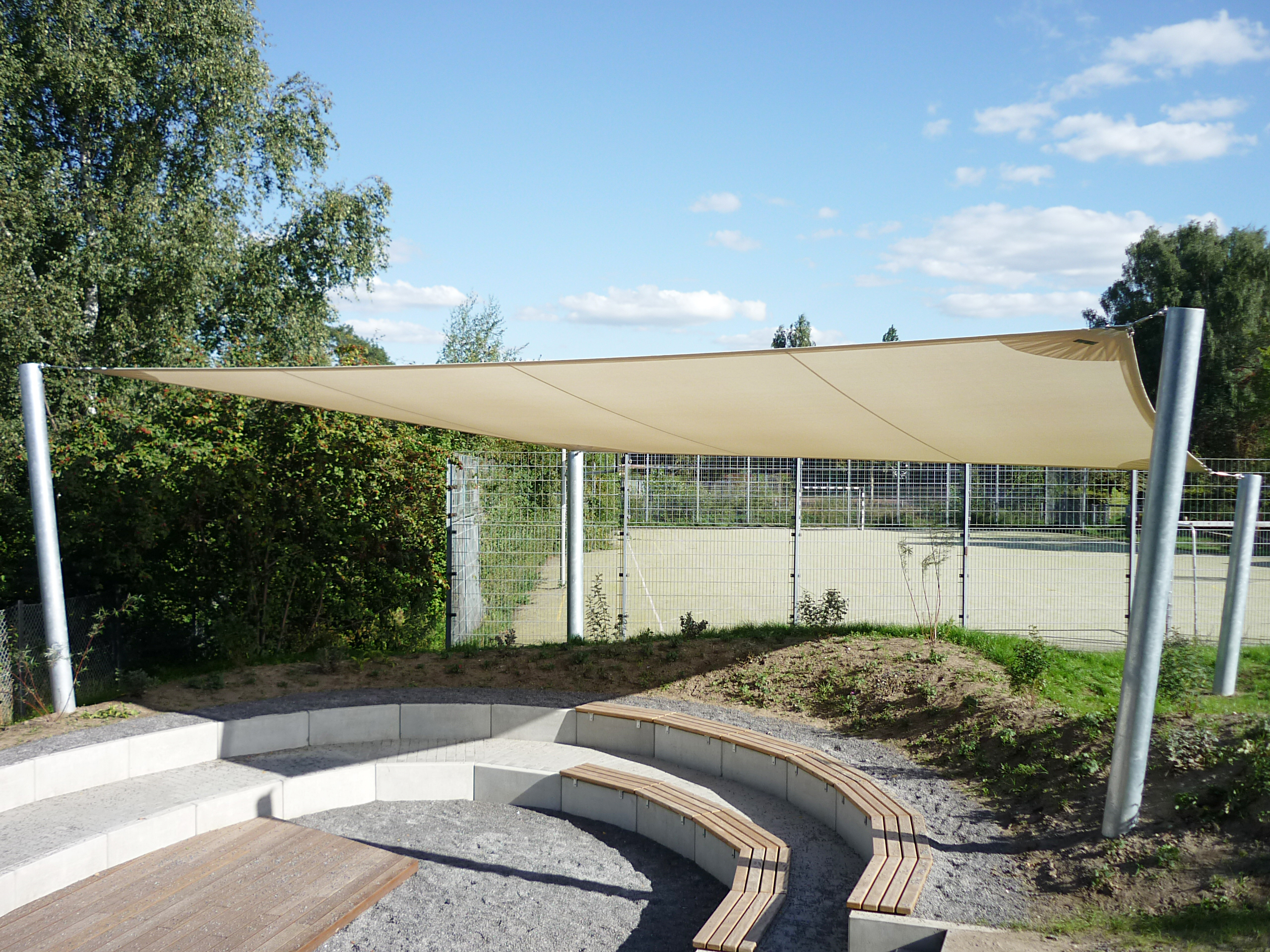
Flaches Sonnensegel aus Gazematerial

Ein textiles Sonnenschutzsegel (englisch wörtlich: „textile sun protection sail“, eigentlich jedoch: „textile sunshade sail“) – salopp auch textiles Sonnensegel genannt – ist ein Tuch, welches zur Beschattung, als Sichtschutz bzw. zum Schutz vor Witterungseinflüssen dient.

## Anwendungsvarianten und Anwendungsaspekte
Ein textiles Sonnenschutzsegel kann an einem Objekt befestigt oder als freistehendes Sonnensegel auf einer Freifläche montiert werden.
Soll das Segel nur zur Beschattung dienen, kann man auch ein Tuch auswählen, welches Wasser durchlässt, sogenanntes Gazematerial. Das kann in Bereichen nützlich sein, wenn unter dem Segel weiterhin eine Vegetation stattfinden soll oder sich darunter eine Sandkiste befindet.
Nicht selten erweist sich die wasserdichte Variante als zweckmäßig, da alle darunter befindlichen Gegenstände nicht nur gegen UV-Schädigung, sondern auch vor Regen geschützt werden.
Ein weiterer Aspekt, der Vorausblick erfordert, liegt in Folgendem: Durch die Sonnenwanderung verschiebt sich auch die Schattenlinie. Mit diesem Wissen kann man im Vorwege Schatten und Sonnenplätze zu bestimmten Tageszeiten festlegen. Auch sind die meisten Sonnensegel nicht für Schneelasten ausgelegt. Also müssen diese über die Wintermonate demontiert werden.
Die herkömmlichen Segel sind flache Sonnensegel, sie werden meist an einer Immobilie montiert und mit einem Gefälle versehen, um den Wasserablauf zu gewährleisten.

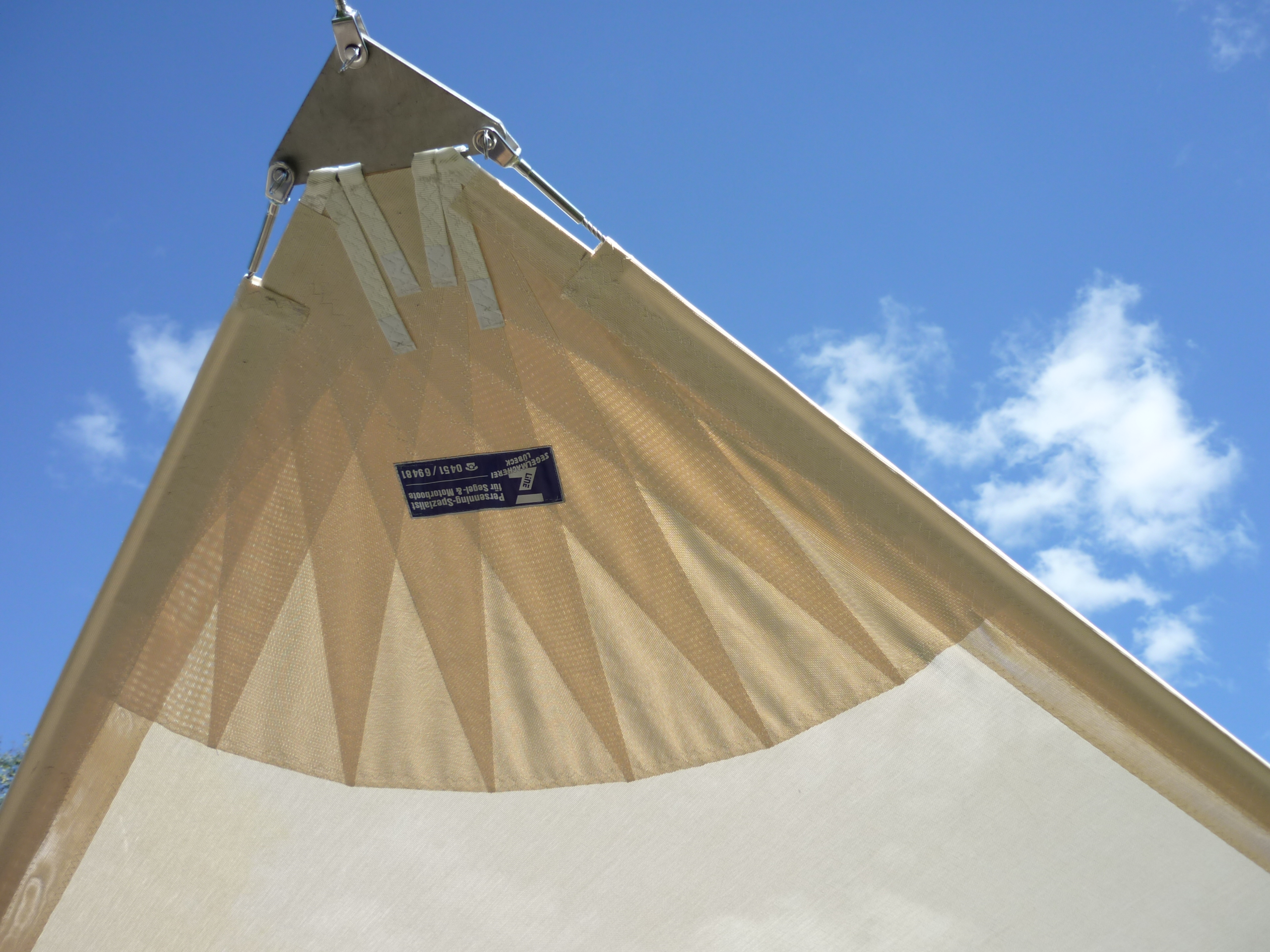
Verstärkung und Spezialbeschlag

Eine weitere Variante sind Sonnensegel mit Hoch und Tiefpunkten: hier werden einige Punkte hoch gesetzt und einige Punkte für den Wasserablauf tiefer gezogen. Der Vorteil hier ist, dass man Sichtachsen hervorheben kann und den Wasserablauf kontrolliert. Des Weiteren kommt, trotz der Schattenbildung, immer noch genug Licht in die Immobilie. Für alle Sonnensegel gilt jedoch, je strammer ein Segel gespannt ist und sich Gefälle im Segel befindet, umso geringer fällt die Wahrscheinlichkeit aus, dass sich ein Wassersack bildet oder das Segel flattert. Um die Spannung in der Fläche aufrechtzuerhalten, werden die Außenkanten mit Gurtband oder Draht verstärkt und konkav geschnitten. Diese Schnittart stabilisiert nicht nur die Kanten, sondern sorgt auch für Spannung in der Fläche. Die Ecken sind mehrfach verstärkt, um die Zugkräfte zu verteilen. An den Ecken befinden sich verschiedene Möglichkeiten, das Segel zu befestigen: von einer einfachen Öse über Triangel bis hin zu Spezialbeschlägen.

## Einsatzbereiche und Größe
Grundsätzlich gibt es keine Einschränkungen für den Einsatzbereich und die Größe. Von kompletten Stadien (Moses-Mabhida-Stadion) bis hin zur Sandkiste finden Sonnensegel ihren Einsatz. Immer mehr werden Sonnensegel im gastronomischen Bereich und in offentlichen Bereichen wie Schulen und Kindergärten eingesetzt. Auch Im privaten Bereich werden Sonnensegel eingesetzt, da diese die ganze Saison stehen bleiben können und im Gegensatz zum Sonnenschirm wesentlich stabiler sind.
Je nach aerodynamischem Anstellwinkel gegenüber dem Wind sowie aerodynamischer Umströmung und je nach Materialsorte sowie Verarbeitung kann ein Sonnensegel üblicherweise maximal moderate bis mittlere Windgeschwindigkeiten verkraften. Bevor die maximal verkraftbare Windgeschwindigkeit überschritten wird, meist noch vor dem Eintreten von etwa mittleren und starken Windböen, Sturm und Orkan, muss es in den allermeisten Fällen eingeholt, zusammengefaltet oder zusammengerollt werden. Die Aerodynamik spielt dabei eine signifikante Rolle.

## Sonnensegel-Arten

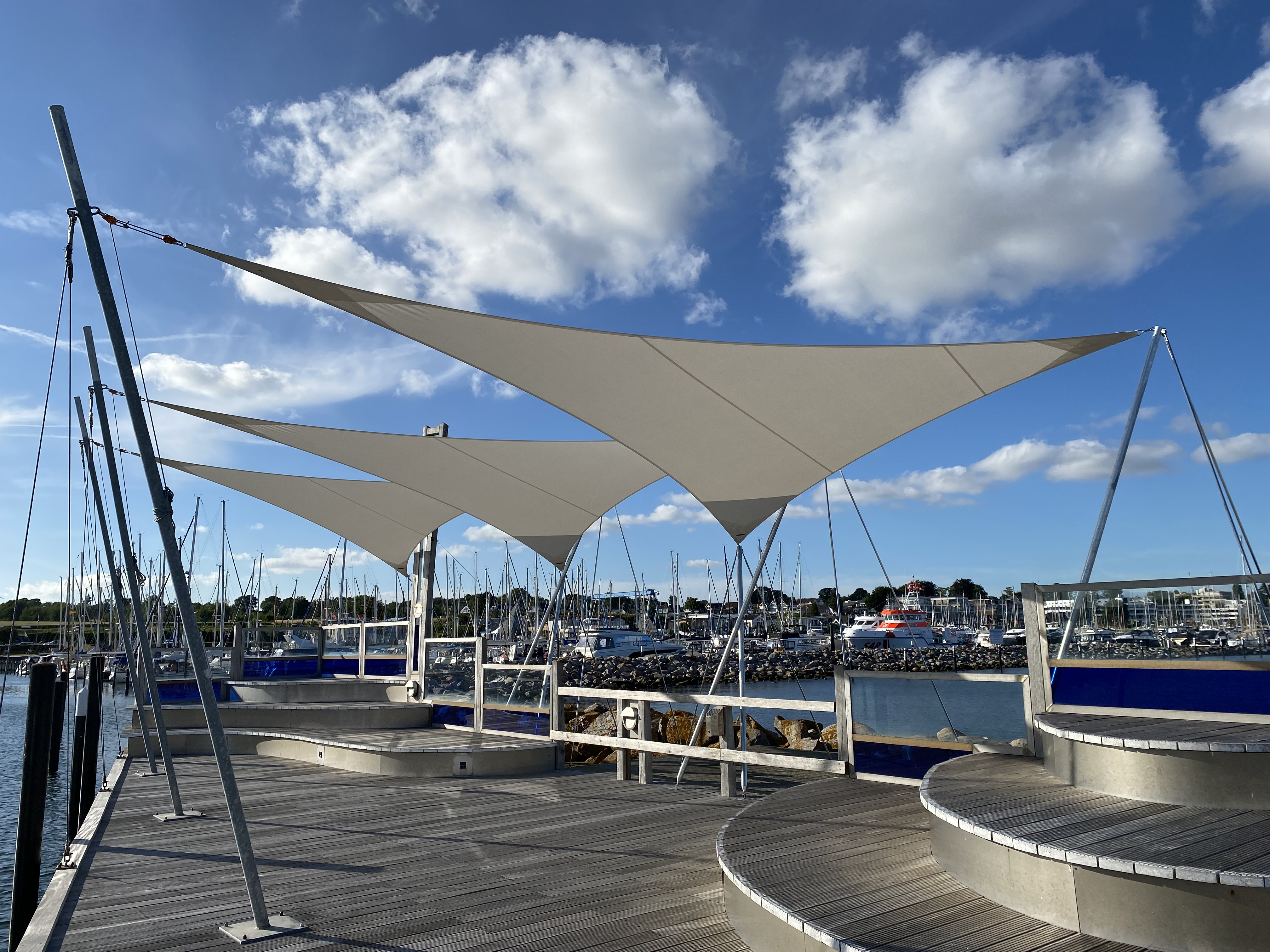
Flache Sonnensegel im Hafen von Grömitz

### Flache Sonnensegel
Diverse Formen an flachen Sonnensegeln sind verfügbar. Vom einfachen Dreieck- über das Rechteck- oder Trapez- bis hin zum Vieleck-Segel. Dies ist die klassische Art der Sonnensegel. Der Vorteil dieser Segel liegt in ihrer Flexibilität. Man kann hier die Punkte, mit denen das Segel befestigt wird nach oben oder unten versetzen und somit auf den Sonnenstand reagieren. Jedoch ist hierbei, um einen garantierten Wasserablauf zu erhalten, ein Gefälle von min. 20 % einzuhalten.

### Sonnensegel mit Hoch- und Tiefpunkten

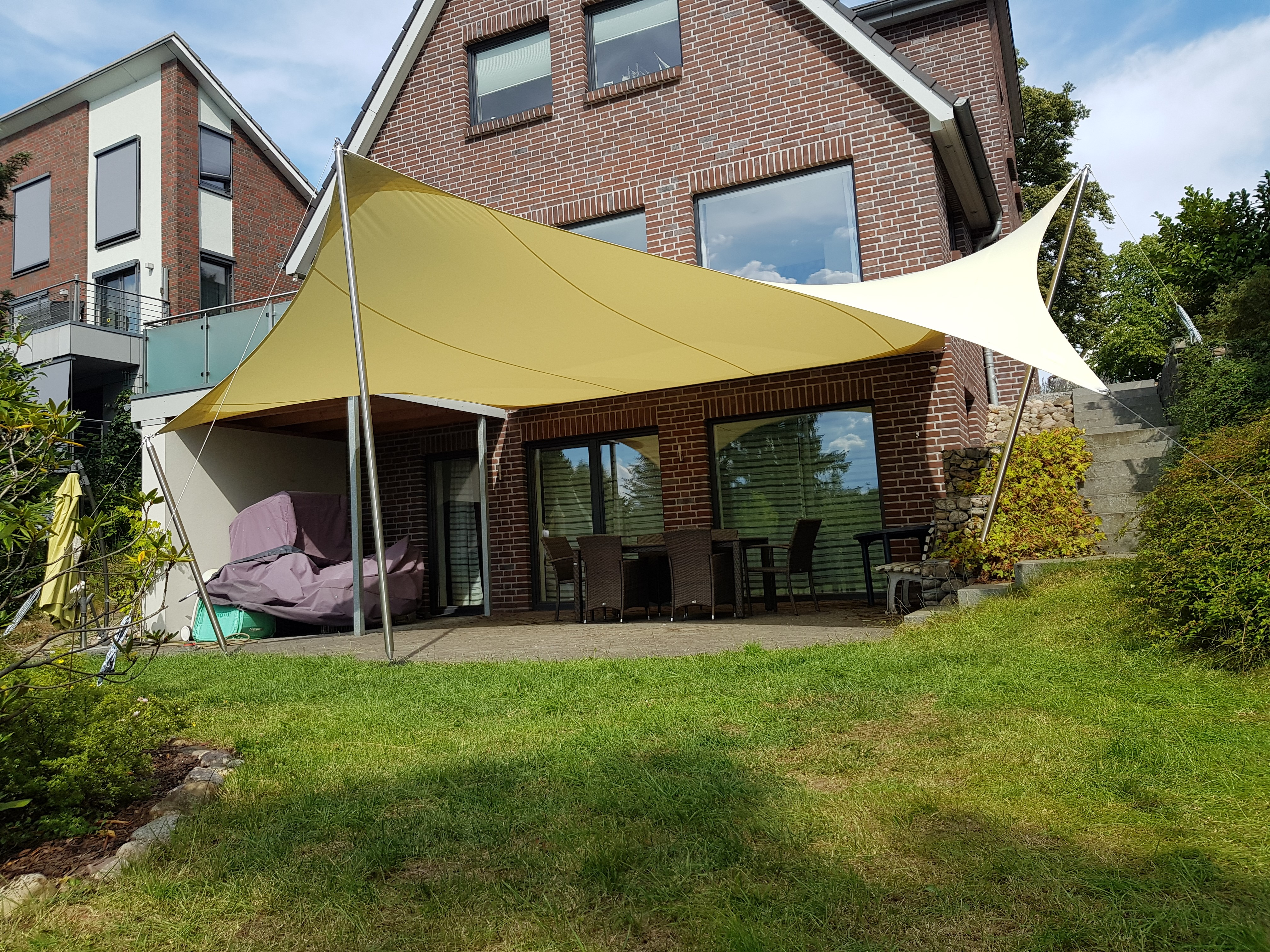
Terrassen-Sonnensegel mit Hoch und Tiefpunkten

Bei Sonnensegeln mit Hoch- und Tiefpunkten handelt es sich um Segel, die speziell berechnet werden, damit sie die gewünschte Form bekommen. Es wird im Vorwege der Sonnenstand berücksichtigt und die Form dem Sonnenverlauf angepasst, sodass man das Segel nicht nachjustieren muss. Eine Formänderung bzw. das Verändern der Hoch- und Tiefpunkte ist somit nicht erforderlich und auch nur im geringen Rahmen möglich, da ansonsten gegebenenfalls die berechnete Fläche an manchen Punkten nicht genug Spannung erhalten würde. Der elementare Vorteil dieser Segel ist jedoch, dass man bei aufgespanntem Segel Sichtachsen hat, was einen freien Blick in die Umgebung erlaubt.

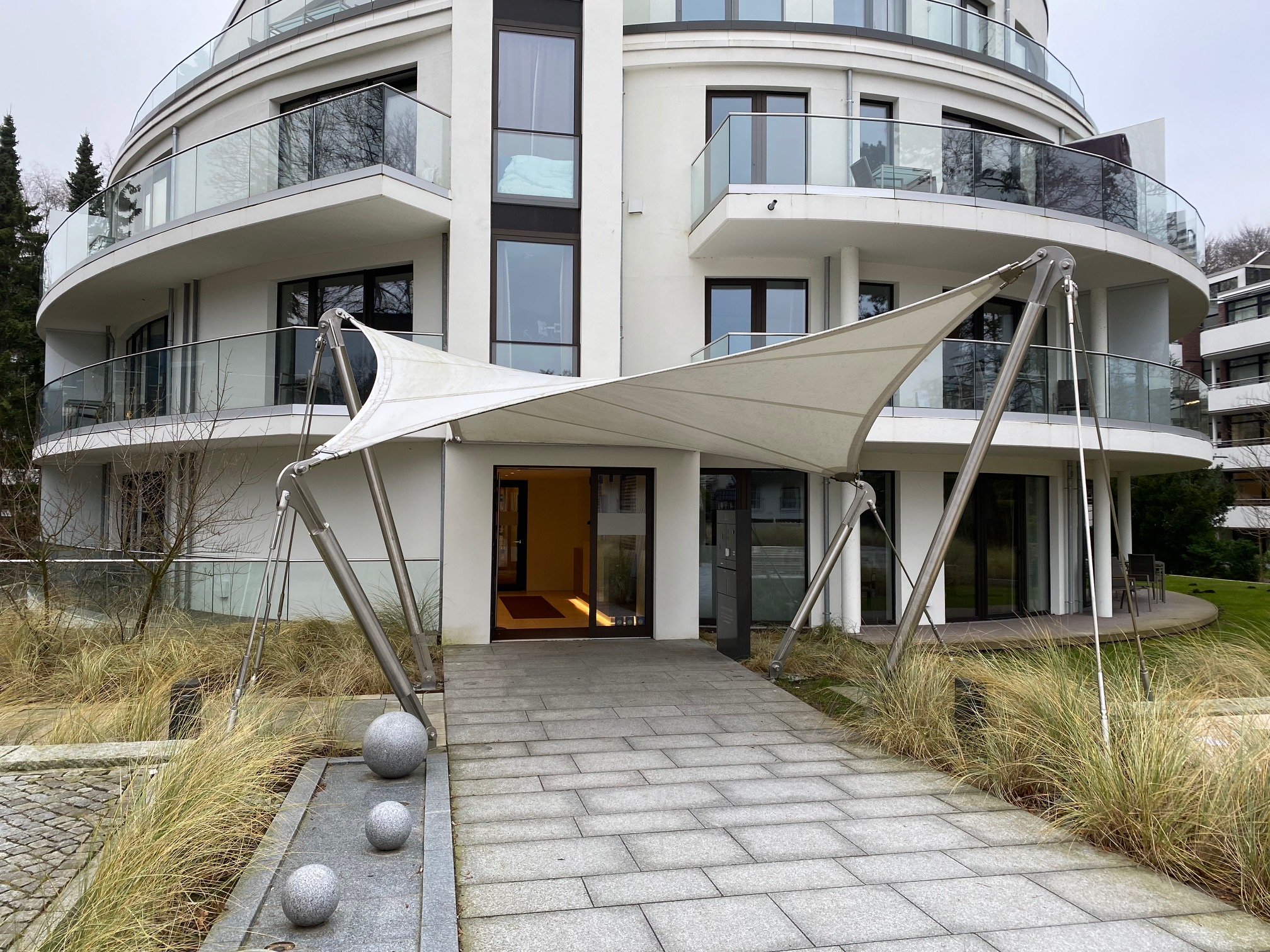
Ganzjahressegel

### Ganzjahressegel
Eines haben fast alle im Handel befindlichen oder angefertigten Sonnensegel gemeinsam, nämlich, temporäre Segel zu sein. Das bedeutet: sie sind nicht für Schneelasten ausgelegt. Wird ein ganzjähriges Segel gewünscht, sollte man immer einen Statiker zu Rate ziehen. Bei einem Segel mit 20 m² Fläche können bei einer Schneedecke von 5 cm Lasten bis zu 500 kg auftreten. Diese Schneelast macht es erforderlich, dass alle Komponenten extrem belastbar seinen müssen. Auch das Segelmaterial ist mit einem Eigengewicht von bis zu 1.500 g/m² nicht vernachlässigbar.

### Rollsegel einseitig und zweiseitig

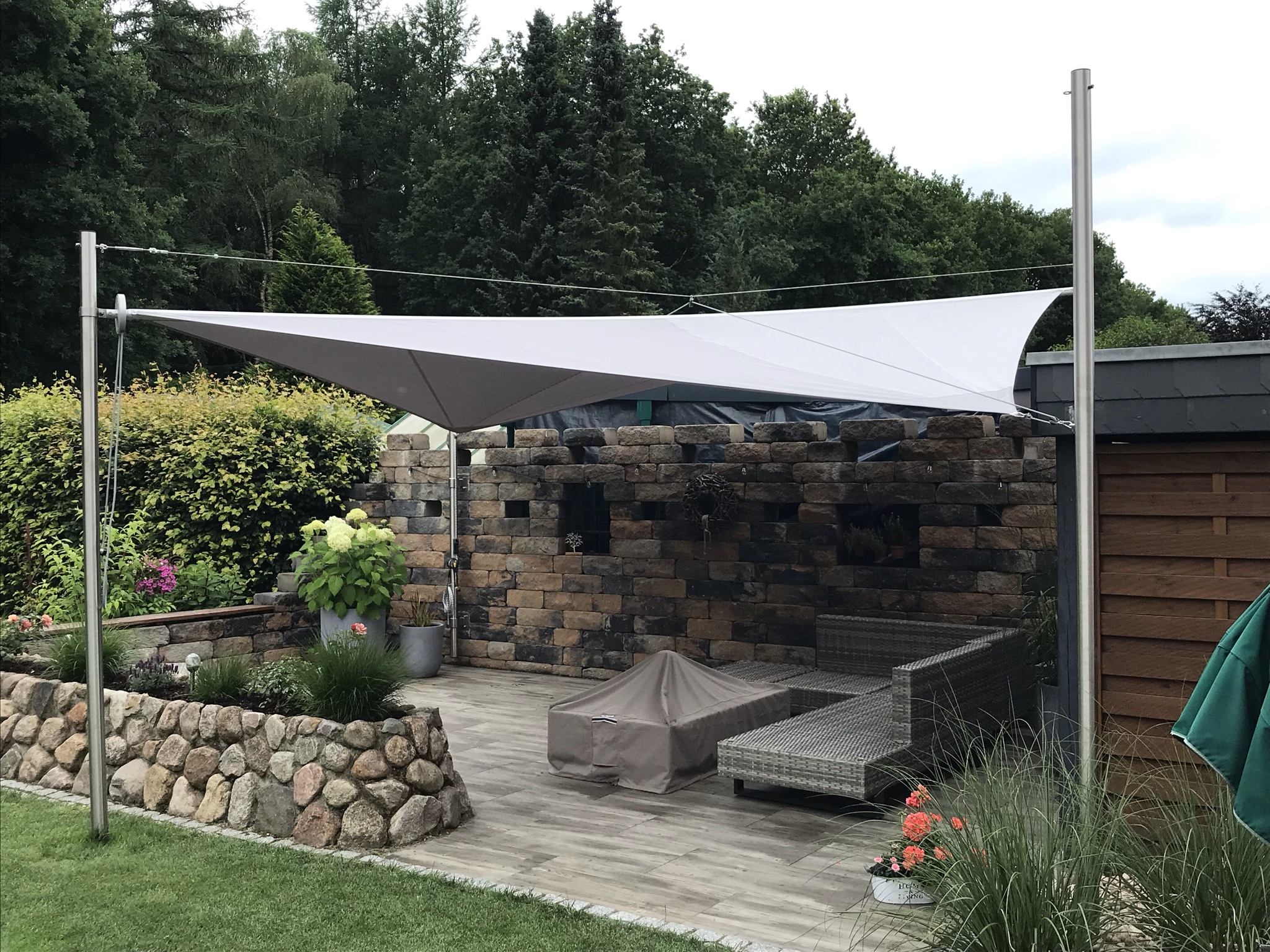
Rollsegel mit 4 Masten

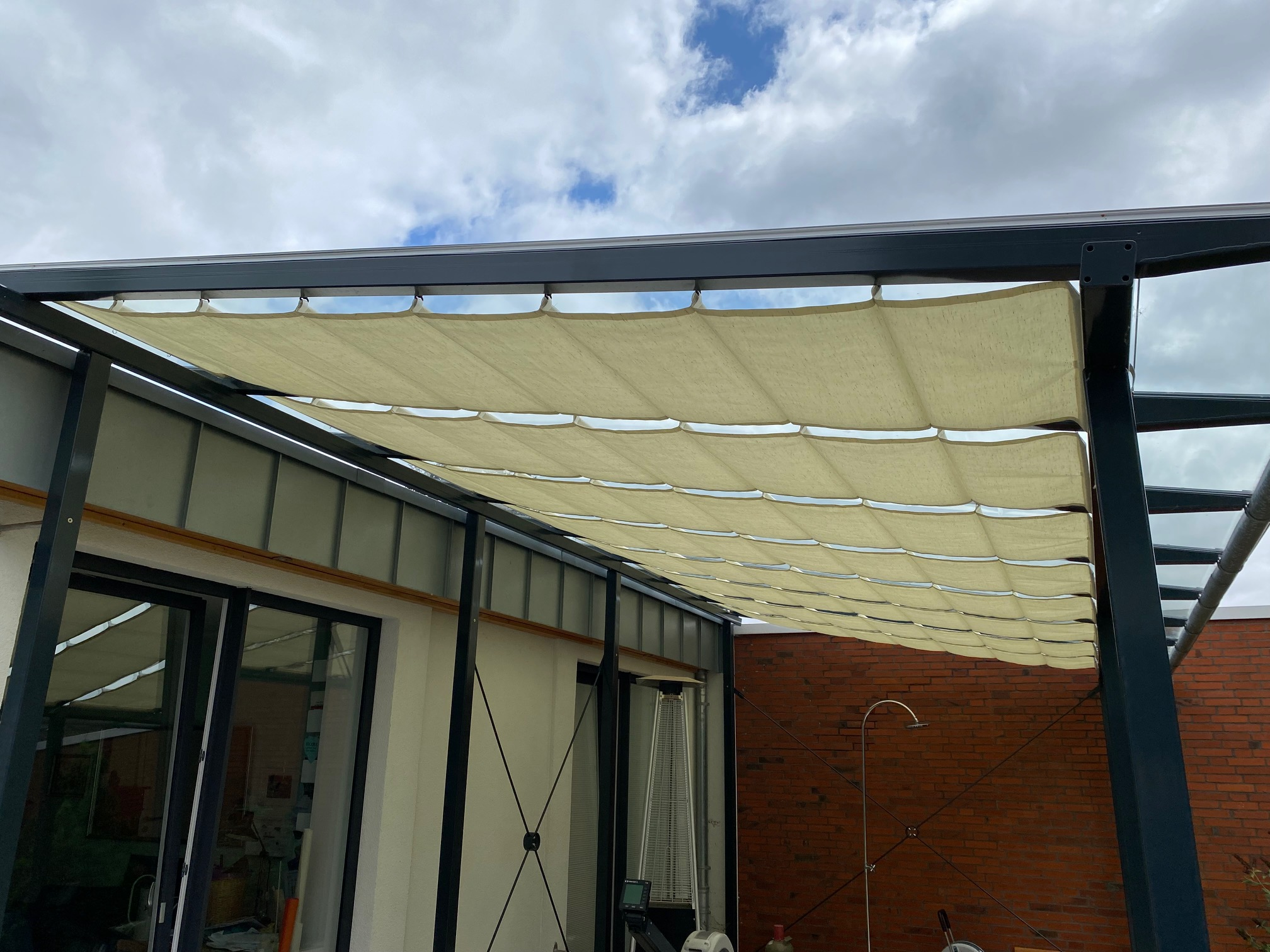
Raffsegel einzeln aufgehängt

Rollsegel können, wie eine Markise an der Wand befestigt werden. Wie bei allen Rollsegeln wird das Segel mittels einer Leine ausgezogen und mit dieser Leine am gegenüberliegenden Punkt befestigt. Alternativ gibt es auch Segel, die über eine Mitteltraverse zu beiden Seiten ausgezogen werden können. Hier gibt es auch elektrische Antriebe, die wiederum mit einem Windwächter versehen werden können, ähnlich einer Markise. Beide sind Windanfällig und bedürfen einer gewissen Sorgfaltspflicht.

### Pergolasegel, Raffsegel oder Raffpergola
Bei diesem Segel handelt es sich um Tuchbahnen die in einem festen Rahmen eingespannt sind oder auf einem Draht / Schienensystem beweglich zusammengeschoben werden. Oftmals werden diese Segel unter einem Glasdach eingesetzt da hier zwar der Schutz vor Witterung gegeben ist, aber unter dem Glasdach keine Beschattung stattfindet.

## Befestigung und Spannung
Die Sonnensegel werden am Mast oder an der Immobilie im Allgemeinen mit Schäkel oder Karabiner befestigt. Um an der Immobilie längere Kanten wasserdicht zu gestalten, werden häufig Kederschienen eingesetzt. Hier wird das Sonnensegel eingezogen und bildet somit eine wasserdichte Verbindung. Die Spannung der Segel erfolgt über einen Flaschenzug, Wantenspanner oder eine Segelwinde (Winsch).

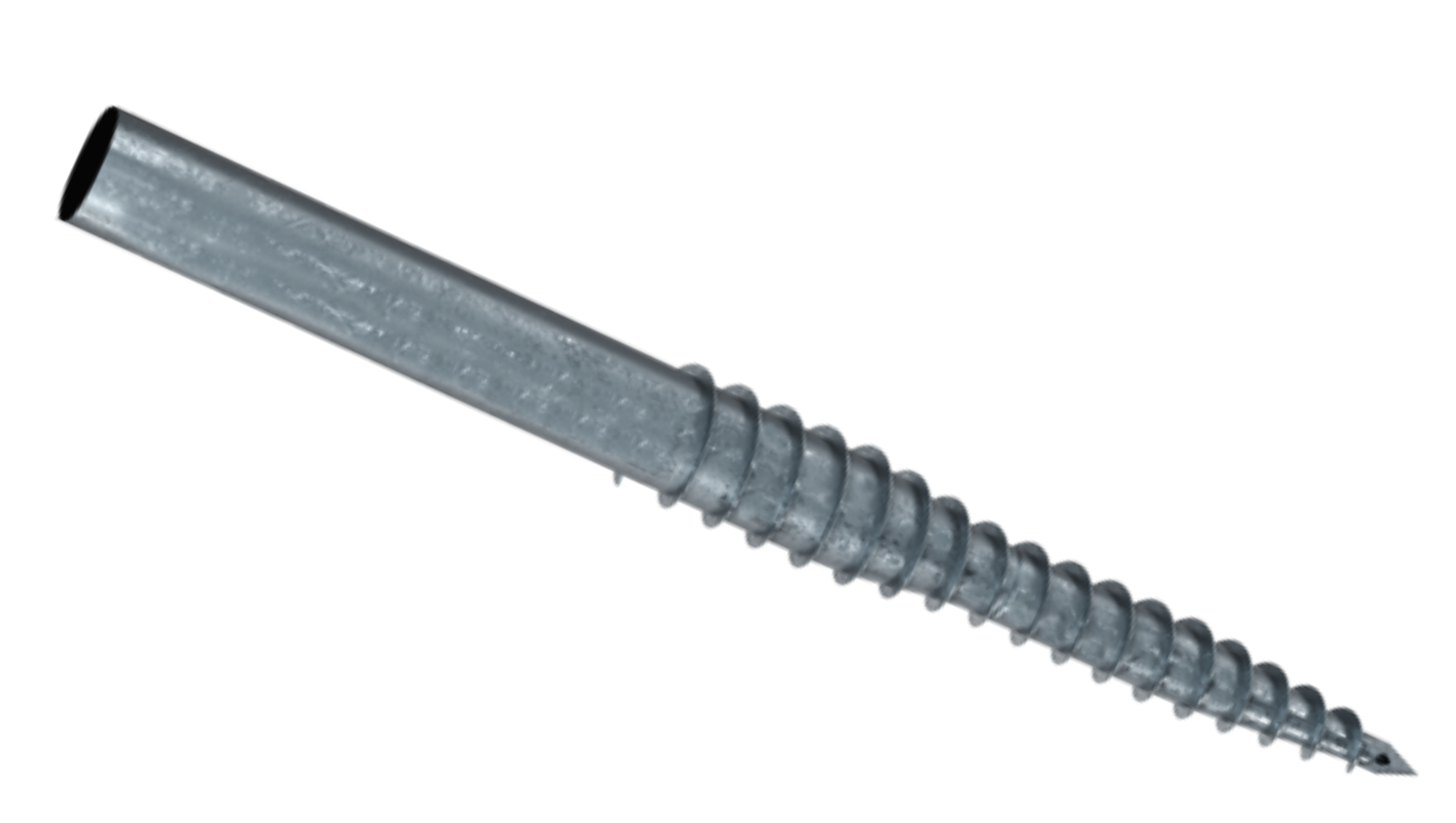
Schraubfundament 1600 mm

Betonfundament: Hier wird ein Erdaushub mit Beton aufgefüllt. Man kann den Mast direkt in dem Aushub vergießen, besser ist es jedoch mit einer Bodenhülse zu arbeiten, in der später der Mast eingeschoben wird. Die Fundamentgröße ist abhängig von vielen Faktoren. Angefangen von der Segelgröße über die Mastlänge bis hin zur Bodenbeschaffenheit. Das Fundament sollte lieber etwas größer sein, denn es ist nichts ärgerlicher als ein Mast, der nicht die Kräfte hält. Eventuell sollte das Fundament mit Bewehrungskörben unterstützt werden.

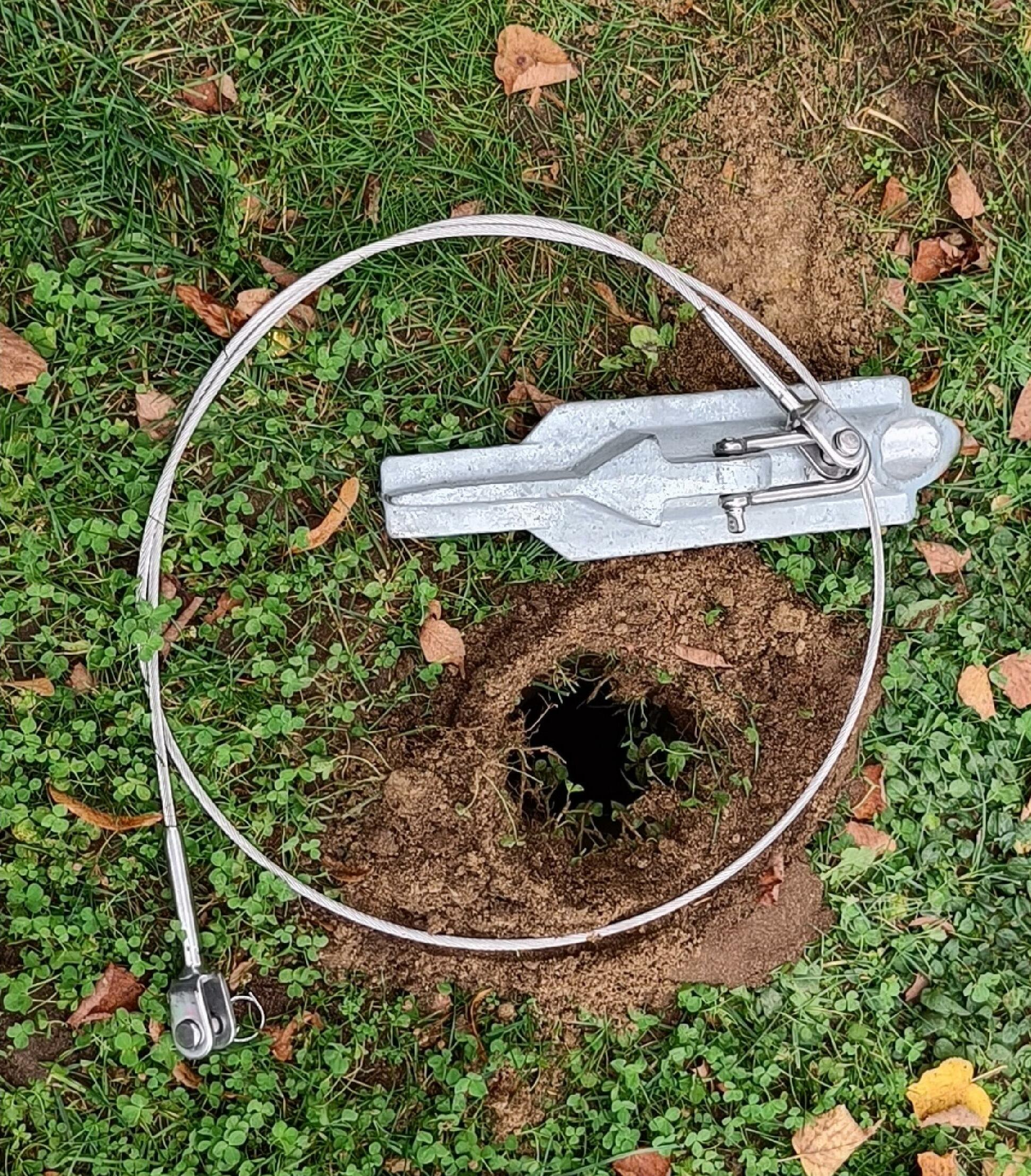
Erdanker

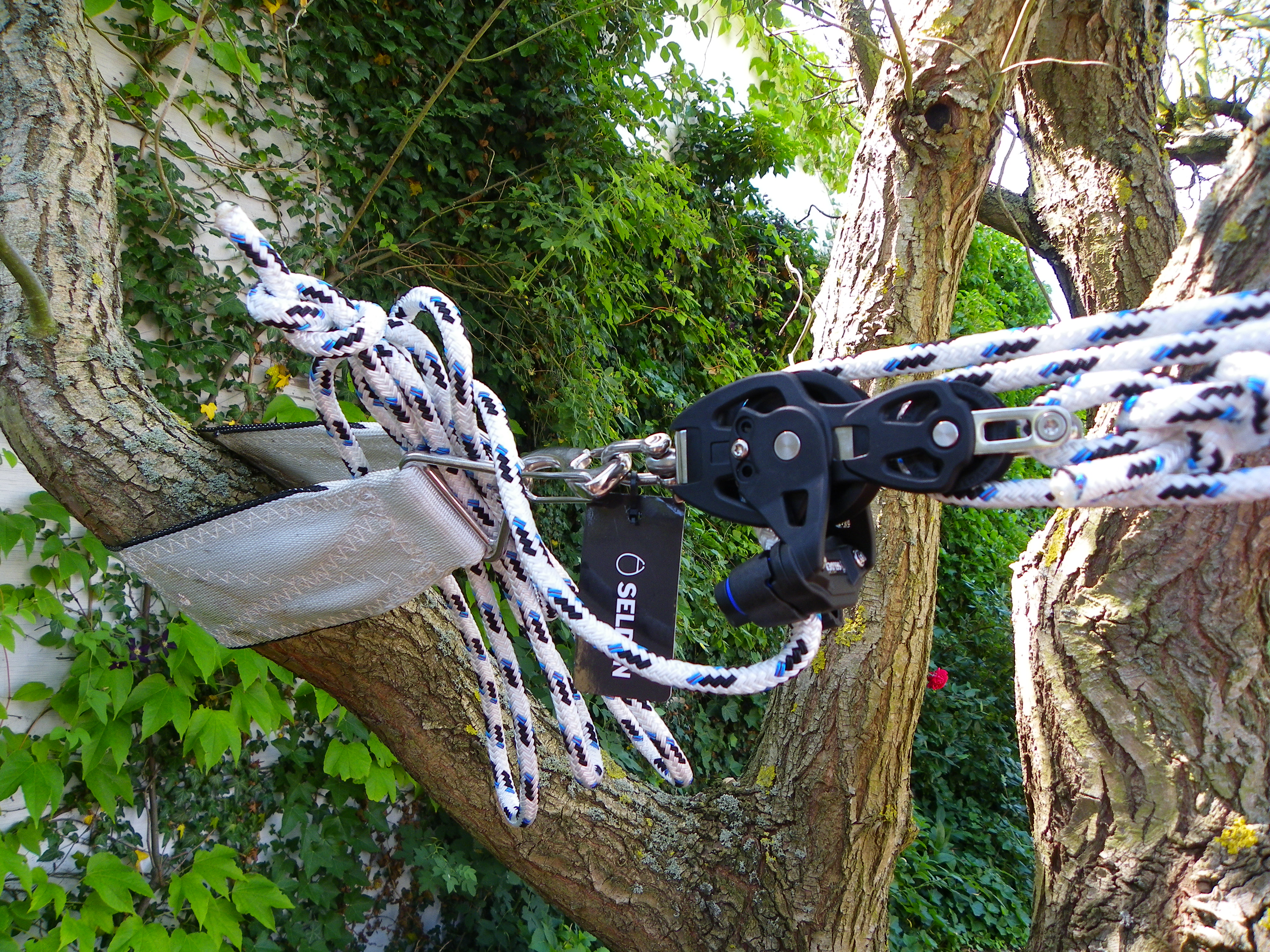
Baummanschette

Schraubfundament: Hierbei handelt es sich um eine große Schraube, die in das Erdreich geschraubt wird. Diese bildet das Fundament. Die Schraube kann Hohl sein, dann wird der Mast direkt in das Schraubfundament gesteckt oder an der Oberseite befindet sich eine Schraubaufnahme. In diesem Fall befindet sich am Mast das passende Gegenstück und beide Teile werden miteinander verschraubt.
Pendelfundament: Es ist nicht wirklich ein Fundament. Der Mast wird mit Drähten gehalten und steht auf einer Druckplatte, damit er nicht im Erdreich einsinkt. Die Drähte werden mit Erdanker fixiert. Bei großen Sonnensegeln oder Ganzjahressegeln werden die Masten, egal ob Beton oder Schraubfundament, meistens mit Drähten unterstützt. Hier werden die Kräfte auf mehrere Punkte weitergeleitet und können somit größere Lasten aufnehmen.
Erdanker: Benötigt man einen Spannpunkt im Boden eignen sich hier Erdanker (Duckbill). Der Erdanker wird mittels einer Treiberstange in den Boden getrieben, wird nun an dem Draht gezogen stellt sich der Erdanker im Erdreich quer und kann so extreme Kräfte aufnehmen. Je nach Erdreich und Zuglast stehen hier verschiedene Größen zur Verfügung. Die zweite Möglichkeit einen Festpunkt im Boden zu erhalten ist ein Schraubanker. Dieser wird wie der Name schon sagt in den Boden eingeschraubt und erhält seine Festigkeit durch den am Ende befindlichen Schraubteller.
Baummanschette: Möchte man einen Baum als Abspannpunkt nutzen, sollte man hier eine Baummanschette nutzen. Diese besteht aus einem  breiten Gurtband (ca. 10 cm) das an beiden Enden mit einer Triangel oder Öse versehen ist. Die Länge richtet sich nach dem Umfang des Baumes. Hier sollte man ca. die 1,5fache Länge des Umfanges wählen. Das Gurtband wird um den Baum gelegt und durch die Segelspannung bleibt das Gurtband auf seiner Position. Man erhält einen Anschlagpunkt am Baum ohne diesen zu schädigen.

## Materialien
Grundsätzlich unterscheidet man zwischen Naturfaser und Kunstfaser. Naturfasermaterialen werden außer zum Beispiel von Spatz in der Schweiz nur selten genutzt. Heute werden oftmals Polyester- oder beschichtete Polyestermaterialien verwendet. Grundsätzlich gilt jedoch, dass alle Materialien die im Sonnensegelbereich eingesetzt werden aus einem Gewebe bestehen, erst danach erhalten sie ihre Beschichtung aus den verschiedensten Zusammensetzungen.
Wann welches Material verwendet wird, ergibt sich aus dem Einsatzbereich. Soll das Segel nur über die Sommermonate genutzt werden, sollte es leicht und trotzdem stabil und natürlich UV-Stabil sein. Hier wird meist ein Material zwischen 200 und 600 g/m² verwendet. Bei Ganzjahres Segel geht es um Stabilität und extreme Langlebigkeit. Hier werden Materialien verwendet die bis zu 1.500 g/m² schwer sind.

### Gewebefasern (Kunstfasern)
Polyester, Polypropylen, Polyethylen, Dyneema, PTFE, PVDF, Aramid

### Beschichtungsmaterialien (Textilbeschichtung)
Acryl, Polyurethane oder PVC werden zur Textilbeschichtung verwendet.

## Geschichte
Der Bedarf nach Schatten ist so alt wie die Menschheit. Wenn die Sonnenstrahlen zu extrem einwirkten wurde versucht diesem aus dem Wege zu gehen. Ob Palmenwedel oder gewebte Tuchbahnen, alles was großflächig genug war, wurde zum Schutz, also als Sonnensegel genutzt. Im Altertum fing man an diese gezielt einzusetzen. Auf Märkten, auf denen man seine Waren schützen wollte bis hin zu Großveranstaltungen im Amphitheater, überall wurden Tuchbahnen zum Schutz eingesetzt.